# Cenote

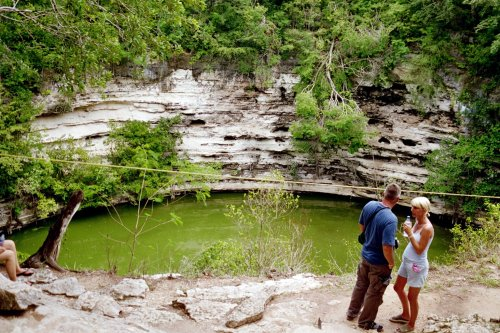
De Heilige Cenote in Chichén Itzá, Yucatán

Een cenote of cenode is de naam voor een water bevattende grot of poel. De naam is afkomstig van de Yucatán. Er zijn in Yucatán ruim 3000 cenotes waarvan er zo'n 1400 bestudeerd en geregistreerd zijn.
Het woord komt van het Maya-woord tso'ono'ot, oude spelling dzonot, dat afgrond betekent.
- Cántaro (kruik) met een opening kleiner dan de met water gevulde holte;
- Cilíndricos (cilindervormig) met watergevuld gat met verticale wanden;
- Aguadas (basin) ondiepe poel;
- Grutas (grot) horizontale opening met droge delen.

Cenotes komen voor in regio's waar er geen bovengrondse rivieren zijn. Het water sijpelt door de poreuze grond en vloeit via ondergrondse rivieren naar de zee. Men noemt dit in de geologie een karstverschijnsel. Op sommige plaatsen is het gesteente verweekt en ingezakt (een zinkgat), waarbij ondergrondse, met water gevulde holtes ontstaan, de cenotes.
Een cenote is voor de Maya's een heilige plaats omdat hij de ingang naar de onderwereld is. Door de Maya's werden de poelen gebruikt om offers te brengen, waaronder ook mensenoffers, die met onderwaterarcheologie gevonden kunnen worden. De mensenoffers werden waarschijnlijk gebracht aan de regengod Chaac. De Sagrado cenote (de Heilige cenote) lag zo vol met offers, waaronder meer dan honderd mensen, dat daarin een vijf meter dikke Maya-blauwe laag werd afgezet. In 2021 werd een bijna intacte kano gevonden in een cenote in Yucatán, deze wordt toegeschreven aan de Maya's.
In het noorden van Yucatán bevinden zich veel cenotes rondom de kraterrand van Chicxulub, die zich bevindt in een cirkel met een straal van ongeveer 90 kilometer rondom de plaats van inslag bij Chicxulub.
De Sistema Sac Actun bij Tulum aan de Rivièra Maya is een reeks van ondergrondse gangen, cenotes en grotten, die vanuit de Gran Cenote zijn onderzocht. In 1987 werd de omvang deels vastgesteld, op dat moment was het het langst bekende onderzochte stelsel ter wereld. Via dit stelsel staat een reeks van cenotes met elkaar in verbinding en komen uiteindelijk in de Caribische zee uit. Nog steeds worden ontdekkingen gedaan, waardoor inmiddels 319 kilometer aan gangenstelsel onderzocht is.
In Europa komen vergelijkbare structuren voor, zie hiervoor gouffre.

## Lijst van cenotes
Enkele cenotes zijn:

### Belize
- Great Blue Hole

### Canada
- Devil's Bath

### Griekenland
- Melissanigrot

### Jemen
- Ghubbah (op Socotra)

### Mexico
- Ik Kil (Chichén Itzá)
- Gran Cenote (Tulum)
- Sagrada Cenote (Chichén Itzá)